# Mala Jmerînka, Jmerînka
Mala Jmerînka (în ucraineană Мала Жмеринка) este un sat în comuna Leleakî din raionul Jmerînka, regiunea Vinnița, Ucraina.

## Demografie
Componența lingvistică a localității Mala Jmerînka
     Ucraineană (97,87%)
     Rusă (1,49%)
     Alte limbi (0,53%)
Conform recensământului din 2001, majoritatea populației localității Mala Jmerînka era vorbitoare de ucraineană (97,87%), existând în minoritate și vorbitori de rusă (1,49%).